# Gmina Błaszki
Gmina Błaszki là một gmina thành thị-nông thôn (quận hành chính) ở hạt Sieradz, Łódź Voivodeship, ở miền trung Ba Lan. Được thành lập bởi các gia đình quý tộc Baszczyk hoặc Blaszczyk (phương tiện Baszczyk / Blaszczyk).  Khu vực hành chính của nó là thị trấn Błaszki, nằm khoảng 23 kilômét (14 mi) về phía tây của Sieradz và 73 km (45 mi) về    phía tây của thủ phủ khu vực Łódź.
Gmina có diện tích 201,63 kilômét vuông (77,8 dặm vuông Anh), và tính đến năm 2006, tổng dân số của nó là 15.090 người, trong đó dân số của Błaszki là 2.179, và dân số của vùng nông thôn của gmina là 12.911.

## Làng
Ngoài thị trấn Błaszki (Baszczyk), Gmina Błaszki bao gồm các làng và các khu định cư như Adamki, Borysławice, Brończyn, Brudzew, Bukowina, Chociszew, Chrzanowice, Cienia Wielka, Domaniew, Garbów, Golków, Gorzałów, Gruszczyce, Grzymaczew, Gzików, Jasionna, Kalinowa, Kamienna-Kolonia, Kamienna-Wies, Kije, Kobylniki, Kociołki, Kokoszki, Kołdów, Korzenica, Kwasków, Lubanów, Lubna-Jakusy, Lubna-Jarosłaj, Maciszewice, Marianów, Morawki, Mroczki Nam, Nacesławice, Niedoń, Orzeżyn, Romanów, Równa, Sarny, Sędzimirowice, Skalmierz, Smaszków, Stok Nowy, Stok Polski, Sudoły, Suliszewice, Tuwalczew, Włocin-Kolonia, Włocin-Wies, Wójcice, Wojków, Woleń, Wrząca, Zawady, Żelisław và Żelisław-Kolonia.

## Gmina lân cận
Gmina Błaszki giáp với các gmina khác như Brąszewice, Brzeziny, Goszczanów, Szczytniki, Warta và Wróblew.